# ماريو كوتا
ماريو كوتا (بالإسبانية: Mario Cota) هو منافس ألعاب قوى مكسيكي، ولد في 11 سبتمبر 1990 في مكسيكالي في المكسيك.

## وصلات خارجية
- ماريو كوتا على موقع الاتحاد الدولي لألعاب القوى (الإنجليزية)